# Bischtroff-sur-Sarre
Ne doit pas être confondu avec Bistroff.
Bischtroff-sur-Sarre est une ancienne commune française située dans le département du Bas-Rhin et la région Grand Est. Elle est associée à la commune de Sarrewerden depuis 1972.

## Géographie
Bischtroff-sur-Sarre se situe près de la limite entre l'Alsace bossue et la Moselle.
La commune est traversée par la ligne de (Sarrebourg) Berthelming à Sarreguemines. Cependant le tronçon entre Berthelming et Sarre-Union est actuellement inexploité et la gare de Bischtroff-sur-Sarre est fermée à tout trafic.

## Toponymie
Pisdroff (1793), Pistorf (1801), Pisdorf (XIXe siècle-1952), Bischtroff-sur-Sarre (1952). 

En francique rhénan : Bìschdroff.

## Histoire
Le village faisait partie de la principauté de Nassau Sarrebruck (comté de Sarrewerden), avant d'être rattaché au département Bas-Rhin en 1793.
Le 1er mars 1972, la commune de Bischtroff-sur-Sarre est rattachée à celle de Sarrewerden sous le régime de la fusion-association.

## Administration
| Période                                  | Période | Identité       | Étiquette | Qualité |
| ---------------------------------------- | ------- | -------------- | --------- | ------- |
| 1794                                     | 1797    | Laurent MULLER |           |         |
| Les données manquantes sont à compléter. |         |                |           |         |

| Période                                  | Période | Identité         | Étiquette | Qualité |
| ---------------------------------------- | ------- | ---------------- | --------- | ------- |
|                                          |         | PHILIPPE RIPOTOT |           |         |
| Les données manquantes sont à compléter. |         |                  |           |         |

## Démographie
| 1793 | 1800 | 1806 | 1821 | 1831 | 1836 | 1841 | 1846 | 1851 |
| ---- | ---- | ---- | ---- | ---- | ---- | ---- | ---- | ---- |
| 289  | 334  | 386  | 365  | 474  | 491  | 498  | 513  | 538  |

| 1856 | 1861 | 1866 | 1872 | 1876 | 1881 | 1886 | 1891 | 1896 |
| ---- | ---- | ---- | ---- | ---- | ---- | ---- | ---- | ---- |
| 505  | 522  | 514  | 497  | 515  | 491  | 501  | 450  | 445  |

| 1901 | 1906 | 1911 | 1921 | 1926 | 1931 | 1936 | 1946 | 1954 |
| ---- | ---- | ---- | ---- | ---- | ---- | ---- | ---- | ---- |
| 446  | 421  | 411  | 392  | 388  | 369  | 354  | 388  | 395  |

| 1962 | 1968 | - | - | - | - | - | - | - |
| ---- | ---- | - | - | - | - | - | - | - |
| 381  | 367  | - | - | - | - | - | - | - |

## Héraldique
| Blason de Bischtroff-sur-Sarre | Blason  | Parti : au 1er mi-parti d’argent à l’aigle bicéphale de sable, au 2e de gueules plain. |
| Blason de Bischtroff-sur-Sarre | Détails |                                                                                        |